# Fréquence Ille
 (avril 2015).
Fréquence Ille était une station de radio française régionale privée de Catégorie B, basée à Rennes. Elle fut remplacée à la suite de la fusion de Radio Nantes, basée à Nantes, par Hit West le 14 mai 2001.

## Historique
La station de Fréquence Ille, alors diffusée sur le 99.2 MHz, était une radio locale qui a été créée le 14 juillet 1981 par Pierre Giboire et ses amis Manou Beddok, Olivier Battier et jean Michel Normand. Les débuts sont difficiles car le signal de diffusion est régulièrement brouillé par TDF.
La grille des programmes est très vaste, et a l'originalité à l'époque de proposer des journaux d'information le matin, midi et le soir, ainsi qu'une émission de la rédaction chaque vendredi soir, le tout avec une équipe de bénévoles.
En 1982, Fréquence Ille reçoit une subvention de 120 000 Frs de la mairie de Rennes. 
En janvier 1983, la station signe un contrat avec le centre Alma qui lui apporte 20 000 Frs par mois. Une émission (Radio Alma) vient saluer ce sponsoring. La radio se voit officiellement attribuer par la Haute Autorité (ancêtre du CSA), la fréquence du 99.2, sur laquelle elle émet depuis le début. 
En 1984, elle compte 12 salariés et ses ressources publicitaires sont de 250 000 Frs mensuel. Fréquence Ille se range alors parmi les radios privées « commerciales ». Le Groupe SIPA - Ouest-France rentre dans le capital.
En 1998, le CSA lui attribue une seconde fréquence à Dinan. Cette fréquence ainsi que l'émetteur appartiennent à Force 7, une radio de Saint-Malo, qui les loue à Fréquence Ille, dans le cadre d'une convention avec le Conseil supérieur de l'audiovisuel.
En 2001, en vue de créer un réseau régional avec la fusion de Radio Nantes, Fréquence Ille se voit attribuer deux nouvelles fréquences à Brest et à Saint-Brieuc. Elle disparait dans la fusion avec Radio Nantes.